# 尿袋

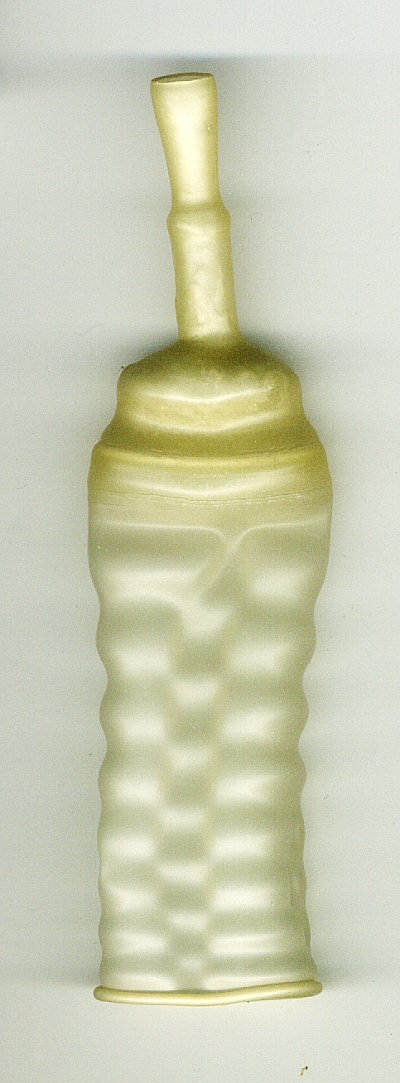

尿袋（英語：UCD）是一種尿液收集裝置，允許收集尿液用於分析（如在醫療或法醫尿液分析中）或用於簡單消除的裝置（如在長途航行且未配備廁所的車輛中，特別是飛機和航天器）。